# Courpiac
Courpiac è un comune francese di 101 abitanti situato nel dipartimento della Gironda nella regione della Nuova Aquitania.

## Località e monumenti
- Fattoria Lavielle XVI secolo e XIX secolo
- Croce del cimitero XVII secolo
- Chiesa san Cristoforo XII secolo e XIII secolo

## Società

### Evoluzione demografica
Abitanti censiti